# دستور بروسيا (1848)
دستور بروسيا ( (بالألمانية: Verfassungsurkunde für den preußischen Staat)‏، كان أول دستور لمملكة بروسيا. أصدره فريدريك ويليام الرابع في 5 ديسمبر 1848، استجابة لثورات عام 1848 وبالتالي يلتزم التوحيد (أي المسألة الألمانية )، وتشكيل حكومة ليبرالية وعقد جمعية وطنية.

## روابط خارجية
- نص الدستور (in German)